# موشک بالستیک قاره‌پیما

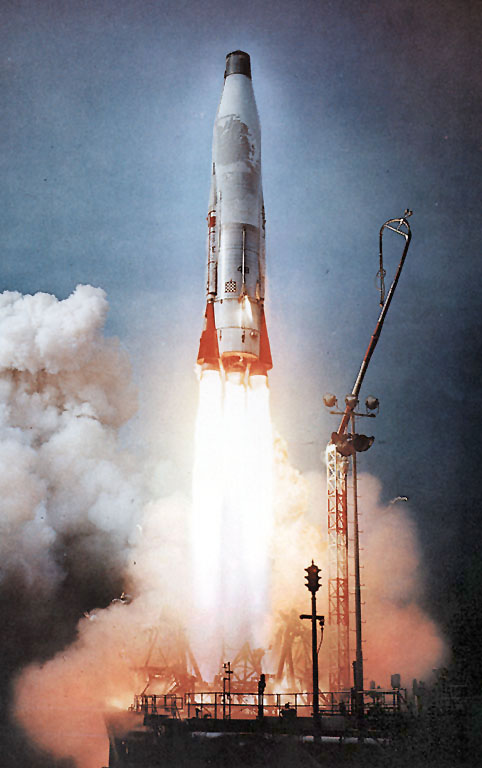
اطلس نخستین موشک بالستیک قاره‌پیمای آمریکا در سال ۱۹۵۷ آزمایش شد.

موشک پرتابشی قاره‌پیما یا موشک بالستیک قاره‌پیما (به انگلیسی: Intercontinental ballistic missile) به موشک‌های بالستیکی گفته می‌شود که برد مفید آن‌ها بیش از ۵٬۵۰۰ کیلومتر (۳۴۰۰ مایل) باشد. به‌طور کلی این نوع موشک‌ها برای شلیک بمب هسته‌ای ساخته می‌شوند و قادر به حمل یک یا چند کلاهک هسته‌ای هستند اما به کلاهک‌های جنگی متعارف یا شیمیایی و میکروبی نیز می‌توانند مسلح شوند. بیشتر موشک‌های بالستیک قاره‌پیمای امروزی از قابلیت هدف‌گیری مستقل چندگانه بهره‌مند هستند؛ یعنی به چندین کلاهک مسلح می‌شوند که هر یک از آن‌ها می‌تواند به هدف جداگانه‌ای برخورد کند.
پیش‌تر انواع اولیه موشک‌های بالستیک قاره‌پیما، دقت بسیار پائینی داشتند و فقط علیه هدف‌های بزرگی مانند شهرها قابل استفاده بودند و تنها امتیاز آن‌ها قابلیت قرارگیری در محلی کاملاً امن در خاک خودی بود. اما نسل‌های دوم و سوم موشک‌های قاره‌پیما به طرز قابل توجهی دقیق‌تر شده‌اند. به طوری‌که علیه کوچک‌ترین اهداف نظامی هم، قابل استفاده هستند. هرچند دقت آن‌ها هیچ‌گاه قابل مقایسه با بمب‌افکن‌های استراتژیک نیست.

## انواع و کشورهای دارنده
موشک‌های قاره‌پیما در دو نوع «زمین‌پایه» و «زیردریایی‌پایه» ساخته شده‌اند.

### موشک‌های قاره‌پیمای زمین‌پایه
روسیه، ایالات متحده آمریکا، چین، هند و کره شمالی تنها کشورهایی هستند که به‌طور قطعی از موشک‌های قاره‌پیمای زمین‌پایه برخوردار هستند. اسرائیل همچنین این نوع موشک‌ها را آزمایش کرده اما مشخص نیست که آن‌ها را فعال کرده باشد. امروزه ایالات متحده ۴۰۵ موشک قاره‌پیما در اختیار دارد که آن‌ها را در سه پایگاه نیروی هوایی نگهداری می‌کند و همه آن‌ها از نوع LGM-30G Minuteman-III هستند.
| نوع                              | کمینه محدوده (کیلومتر) | بیشینه برد (کیلومتر) | کشور         | وضعیت       |
| -------------------------------- | ---------------------- | -------------------- | ------------ | ----------- |
| Ground Based Strategic Deterrent |                        |                      | ایالات متحده |             |
| LGM-30 Minuteman III             |                        | ۱۳٬۰۰۰               | ایالات متحده |             |
| LGM-30F Minuteman II             |                        | ۱۱٬۲۶۵               | ایالات متحده | پایان یافته |
| LGM-30A/B Minuteman I            |                        | ۱۰٬۱۸۶               | ایالات متحده | پایان یافته |
| ال‌جی‌ام-۱۱۸ پیسکیپر               |                        | ۱۴٬۰۰۰               | ایالات متحده |             |
| MGM-134 Midgetman                |                        | ۱۱٬۰۰۰               | ایالات متحده | پایان یافته |
| تیتان دو (SM-68B, LGM-25C)       |                        | ۱۶٬۰۰۰               | ایالات متحده | پایان یافته |
| تیتان یک (SM-68, HGM-25A)        |                        | ۱۱٬۳۰۰               | ایالات متحده | پایان یافته |
| SM-65 Atlas (SM-65, CGM-16)      |                        | ۱۰٬۱۳۸               | ایالات متحده | پایان یافته |
| RTV-A-2 Hiroc                    | ۲٬۴۰۰                  | ۸٬۰۰۰                | ایالات متحده | پایان یافته |
| RS-28 Sarmat                     |                        | ۱۰٬۰۰۰               | روسیه        |             |
| RS-26 Rubezh                     | ۶٬۰۰۰                  | ۱۲٬۶۰۰               | روسیه        |             |
| RS-24 "Yars" (SS-29)             |                        | ۱۱٬۰۰۰               | روسیه        |             |
| RT-2UTTH "Topol M" (SS-27)       |                        | ۱۱٬۰۰۰               | روسیه        |             |
| UR-100N (SS-19)                  |                        | ۱۰٬۰۰۰               | شوروی        |             |
| R-36 (SS-18)                     | ۱۰٬۲۰۰                 | ۱۶٬۰۰۰               | شوروی        |             |
| RT-23 Molodets                   |                        | ۱۱٬۰۰۰               | شوروی        | پایان یافته |
| آراس-۱۲ام                        |                        | ۱۰٬۰۰۰               | شوروی        | پایان یافته |
| RT-21 Temp 2S                    |                        | ۱۰٬۵۰۰               | شوروی        | پایان یافته |
| R-9 Desna                        |                        | ۱۶٬۰۰۰               | شوروی        | پایان یافته |
| R-16                             |                        | ۱۳٬۰۰۰               | شوروی        | پایان یافته |
| R-26                             |                        | ۱۲٬۰۰۰               | شوروی        | پایان یافته |
| MR-UR-100 Sotka                  | ۱۰٬۲۵۰                 | ۱۰٬۳۲۰               | شوروی        | پایان یافته |
| UR-100                           |                        | ۱۰٬۶۰۰               | شوروی        | پایان یافته |
| UR-200                           |                        | ۱۲٬۰۰۰               | شوروی        | پایان یافته |
| RT-20                            |                        | ۱۱٬۰۰۰               | شوروی        | پایان یافته |
| RT-2                             |                        | ۱۰٬۱۸۶               | شوروی        | پایان یافته |
| R-7 Semyorka                     |                        | ۸٬۰۰۰                | شوروی        | پایان یافته |
| DF-4                             | ۵٬۵۰۰                  | ۷٬۰۰۰                | چین          |             |
| DF-31                            | ۷٬۲۰۰                  | ۱۱٬۲۰۰               | چین          |             |
| DF-5                             | ۱۲٬۰۰۰                 | ۱۵٬۰۰۰               | چین          |             |
| دی‌اف-۴۱                          | ۱۲٬۰۰۰                 | ۱۵٬۰۰۰               | چین          |             |
| هواسانگ ۱۳                       | ۱٬۵۰۰                  | ۱۲٬۰۰۰               | کره شمالی    |             |
| هواسانگ ۱۴                       | ۶٬۷۰۰                  | ۱۰٬۰۰۰               | کره شمالی    |             |
| أگنی-۵                           | ۵٬۰۰۰                  | ۸٬۰۰۰                | هند          |             |

### موشک‌های قاره‌پیمای زیردریایی‌پایه
موشک‌های بالستیک قاره‌پیمای زیردریایی‌پایه هم در اختیار ۷ کشور آمریکا، روسیه، بریتانیا، فرانسه، چین، هند و کره شمالی هستند.
| نوع                       | نام ناتو           | کمینه محدوده (کیلومتر) | بیشینه برد (کیلومتر) | کشور         | وضعیت                                             |
| ------------------------- | ------------------ | ---------------------- | -------------------- | ------------ | ------------------------------------------------- |
| UGM-96 Trident I (C-4)    |                    |                        | ۱۲٬۰۰۰               | ایالات متحده | پایان یافته                                       |
| UGM-133 Trident II (D5LE) |                    |                        | ۱۲٬۰۰۰               | ایالات متحده | عملیاتی                                           |
| RSM-40 R-29 "Vysota"      | SS-N-8 "Sawfly"    |                        | ۷٬۷۰۰                | شوروی/روسیه  | پایان یافته                                       |
| RSM-50 R-29R "Vysota"     | SS-N-18 "Stingray" |                        | ۶٬۵۰۰                | شوروی/روسیه  | پایان یافته                                       |
| RSM-52 R-39 "Rif"         | SS-N-20 "Sturgeon" |                        | ۸٬۳۰۰                | شوروی/روسیه  | پایان یافته                                       |
| RSM-54 R-29RM "Shtil"     | SS-N-23 "Skiff"    |                        | ۸٬۳۰۰                | شوروی/روسیه  | پایان یافته (بازسازی شده با نام R-29RMU "Sineva") |
| RSM-54 R-29RMU "Sineva"   | SS-N-23 "Skiff"    |                        | ۸٬۳۰۰                | شوروی/روسیه  | عملیاتی                                           |
| RSM-54 R-29RMU2 "Layner"  |                    | ۸٬۳۰۰                  | ۱۲٬۰۰۰               | شوروی/روسیه  | عملیاتی                                           |
| بولاوا                    | SS-NX-32           | ۸٬۰۰۰                  | ۸٬۳۰۰                | شوروی/روسیه  | عملیاتی                                           |
| UGM-133 Trident II (D5)   |                    |                        | ۱۲٬۰۰۰               | بریتانیا     | عملیاتی                                           |
| M45                       |                    |                        | ۶٬۰۰۰                | فرانسه       | عملیاتی                                           |
| ام۵۱                      |                    | ۸٬۰۰۰                  | ۱۰٬۰۰۰               | فرانسه       | عملیاتی                                           |
| JL-2                      |                    | ۷٬۴۰۰                  | ۸٬۰۰۰                | چین          | عملیاتی                                           |
| K-5                       |                    |                        | ۶٬۰۰۰                | هند          | تحت استقرار                                       |
| Pukkuksong-1/ KN-11       |                    | ۵۰۰                    | ۶۷۰۰                 | کره شمالی    | تحت استقرار                                       |